# Габи (пас)
Габи, позната и као керуша Габи, била је немачки овчар која је радила као пас стражар у Београдском зоо-врту. Постала је позната када ју је напао јагуар који је побегао из свог кавеза 22. јуна 1987. године.

## Опште информације
Осамдесетих година 20. века Београдски зоолошки врт је усвојио осмогодишњег немачког овчара Габи који је постао неформални чувар врта. У ноћи 22. јуна 1987. године Габи је патролирала зоолошким вртом заједно са чуваром Станимиром Станићем и мушким немачким овчаром Фалком. У мраку Станић није успео да примети јагуара који је побегао из кавеза. Габи је осетила животињу и скочила на њу, док је Фалко отрчао у страху од јагуара.
Габи се борила са јагуаром испред управне зграде Београдског зоолошког врта, а чувар Станић је за то време успео да прескочи ограду врта и из представништва тадашње фирме Навип позове полицију. Борба Габи спречила је бекство јагуара из зоолошког врта на улице Београда и спасила Станимира Станића од могућег напада. По доласку, полиција је безуспешно покушавала да ухвати разјареног јагуара, који је већ започео крвави пир по зоо-врту усмртивши једног дингоса, па је морала да га устрели, како би га спречила да побегне из зоолошког врта и тако угрози безбедност грађана.
Због повреда, Габи је оперисана на Факултету ветеринарске у Београду, а тадашњи директор Београдског зоолошког врта Вук Бојовић и радници врта су је неговали након што је пуштена са факултета. Габи се на крају потпуно опоравила и наставила да ради у врту као пас чувар.
У знак сећања на пожртвованост, Београдски зоолошки врт подигао је споменик Габи са натписом: „Керуша Габи, њено срце је било јаче од јагуара”.
Споменик, рад академског вајара Николе Вукосављевића, свечано је откривен 27. априла 1989. године и том догађају је присуствовала и Габи. 
Габи је угинула у зоо-врту од старости, 30. јуна 1992. године, где је и покопана.